# Eva Marstrander
Eva Birgitta Marstrander, född Hallman 29 april 1913 i Stockholm, död 26 oktober 2002, var en svensk översättare. Hon var redaktör för Europa-Press 1957–1969. Som översättare verkade hon från slutet av 1940-talet och fram till 1977. Hon översatte från franska, engelska, tyska, danska och norska. Totalt blev det ett trettiotal böcker, men därtill ett hundratal noveller i antologier och tidskrifter som Folket i bild och All världens berättare. Uppdragen med kvalificerad skönlitteratur blandades för henne som för så många andra översättare med brödjobb. Från 1978 och till sin död uppbar hon författarpension.
Hon gifte sig 1943 med Rolf Marstrander (1910–1996), med vilken hon fick dottern, konstnären Åse Marstrander (född 1944).

## Översättningar (urval)
- André Breton: Nadja (Nadja) (Wahlström & Widstrand, 1949)
- Anaïs Nin: Albatrossens barn (Children of the albatross) (Wahlström & Widstrand, 1950)
- Antonina Vallentin: Albert Einstein: geniet och människan (Le drame d'Albert Einstein) (Natur och kultur, 1955)
- Hans E. Kinck: Ungt folk (Ungt folk) (Folket i bild, 1956)
- Colette: I bojor (L'entrave) (översatt tillsammans med Vera Silverstolpe) (Forum, 1957)
- Jules Barbey d'Aurevilly: De djävulska (Les diaboliques) (Natur och kultur, 1957)
- Marei Hoppe: Mumpe reser till Spanien (Mumpitz unterwegs nach Spanien) (Almqvist & Wiksell/Geber, 1958)
- Anna Well: Oväntat möte (It must be goodbye) (B. Wahlström, 1975) (En Prinsessroman, 66)